# Rhadinotaenia clytus
Rhadinotaenia clytus är en skalbaggsart som beskrevs av John Obadiah Westwood 1879. Rhadinotaenia clytus ingår i släktet Rhadinotaenia och familjen Cetoniidae. Inga underarter finns listade i Catalogue of Life.